# 郝先维 (少將)
郝先维，男，中國大陸政治人物、軍事人物、中共黨员。現任湖南省軍區副政委、中共將領、中國人民解放軍少將軍階 。